# Abbott Spur
Der Abbott Spur ist ein eisbedeckter Gebirgskamm im ostantarktischen Viktorialand. Auf der Westseite der Royal Society Range trennt er die unteren Abschnitte des Rutgers-Gletschers und des Allison-Gletschers voneinander. 
Das Advisory Committee on Antarctic Names benannte es nach Robin R. Abbott (* 1952), Koordinator für die Durchführung von Hubschraubereinsätzen auf der McMurdo-Station im Jahr 1984.